# Jüdischer Friedhof (Kirchhain)

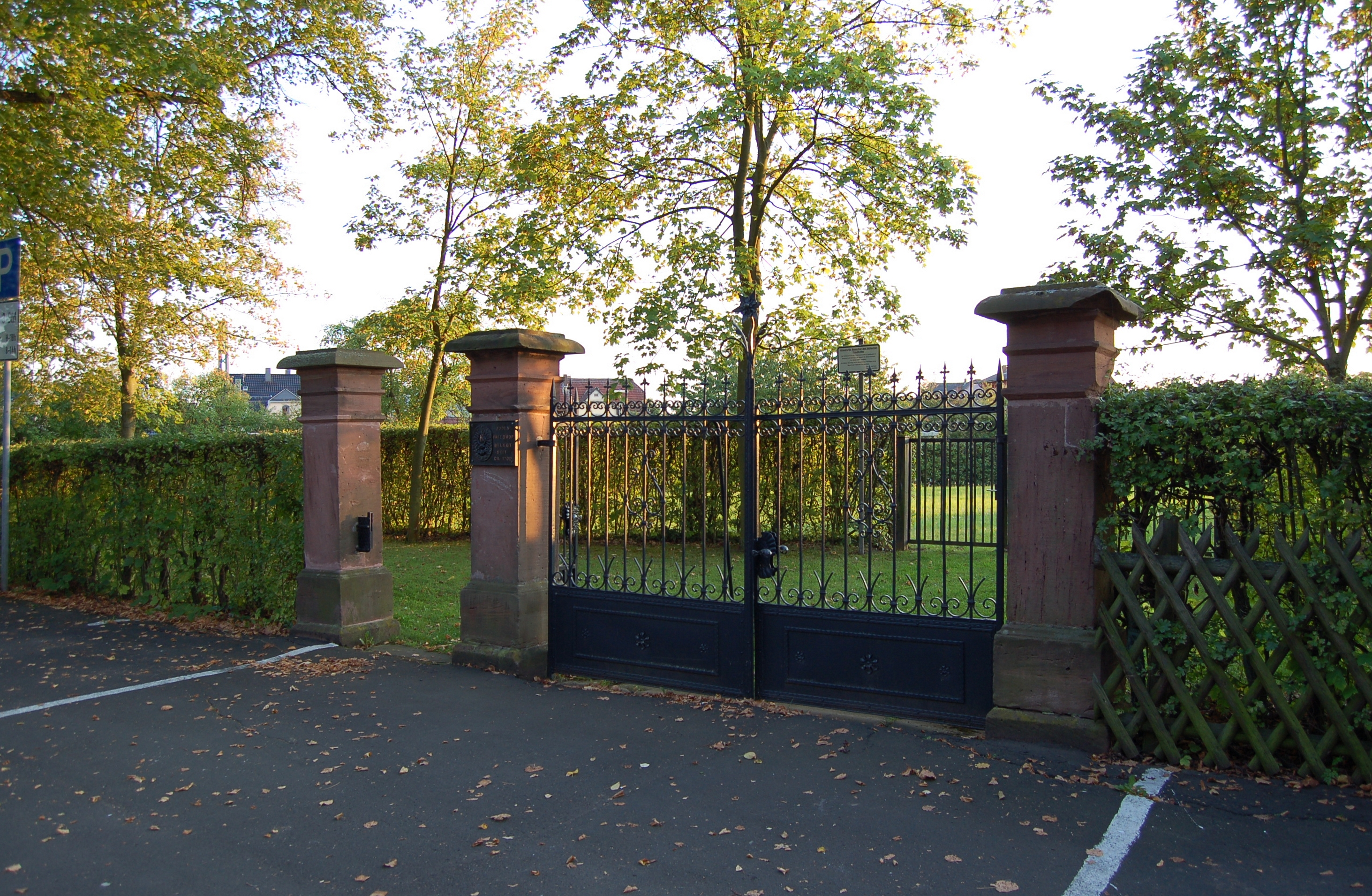
Eingang zum jüdischen Friedhof in Kirchhain

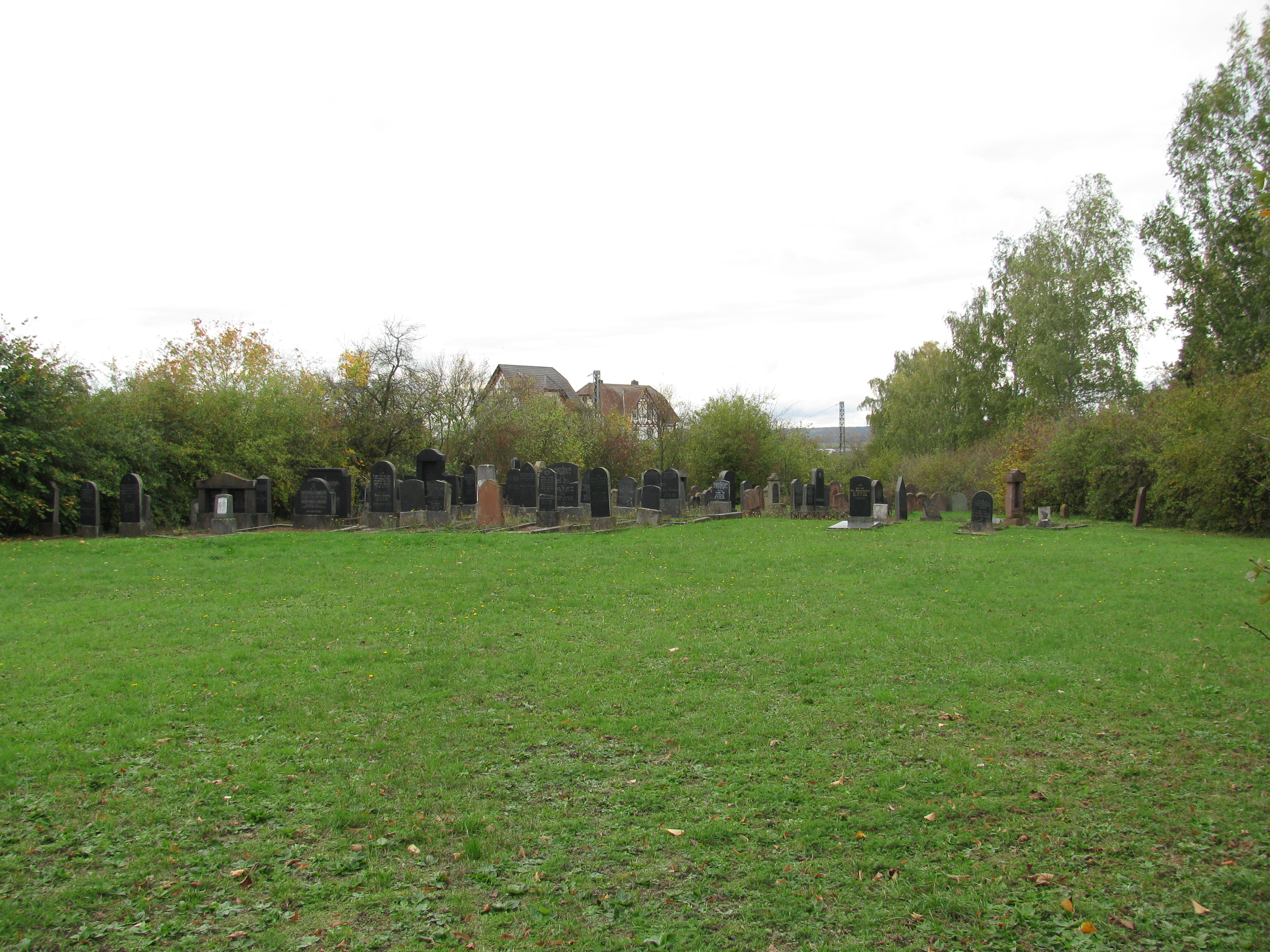
Ansicht (Oktober 2019)

Der Jüdische Friedhof in Kirchhain, einer Stadt im Landkreis Marburg-Biedenkopf in Hessen, wurde 1743 erstmals belegt. Der 39,05 Ar große jüdische Friedhof liegt am Rötheweg beim kommunalen Friedhof. Der Friedhof wurde um 1860, 1880 und zuletzt um 1923 erweitert.
In der Zeit des Nationalsozialismus sollte der Friedhof aufgelöst werden. 1941 wurden die Grabsteine der an die Reichsbahn abgetretenen Fläche abgeräumt und die hier beigesetzten Toten in ein Sammelgrab umgebettet. Dadurch wurden die meisten Grabsteine aus der Zeit von etwa 1820 bis 1907 zerstört, zwischen 1856 und 1863 ist kein Grabstein erhalten. Der älteste sowie der jüngste Teil des Friedhofes blieben im Wesentlichen erhalten.